# The Boys (álbum)
The Boys é o terceiro álbum de estúdio em coreano (quarto no geral) do grupo feminino sul-coreano Girls' Generation. O disco contou com a contribuição do anterior colaborador do grupo, Hitchhiker, que produziu as faixas "Telepathy" e "Sunflower". A faixa-título foi o resultado de experiências com novos produtores, incluindo o produtor norte-americano vencedor do Grammy, Teddy Riley. Musicalmente, The Boys contém principalmente faixas dance-pop e, ocasionalmente, baladas de empoderamento.
O álbum foi lançado em 19 de outubro de 2011 pela SM Entertainment e foi distribuído na Coreia do Sul pela KMP Holdings. Uma versão alternativa, intitulada Mr. Taxi, incluiu uma versão em coreano do single japonês de mesmo nome do grupo e uma versão em inglês de "The Boys" foi lançada em 9 de dezembro de 2011. Uma versão internacional incluindo a versão em inglês da faixa-título foi lançada em janeiro de 2012 pela Interscope Records (nos Estados Unidos) e pela Polydor Records (na França/Europa) com o intuito de expandir as atividades do grupo para o cenário musical global. Para promover o álbum ao público internacional, o grupo apareceu em programas de televisão nos Estados Unidos e na França.
Após seu lançamento, The Boys recebeu avaliações geralmente positivas dos críticos musicais. Comercialmente, o álbum foi um sucesso na Coreia do Sul, atingindo o topo da Gaon Album Chart e tornando-se o álbum mais vendido do ano no país. A faixa-título ganhou o prêmio de Digital Daesang no 26º Golden Disc Awards. Também foi bem sucedido em outros países asiáticos, incluindo Japão (alcançando a segunda posição da Oricon Albums Chart) e Taiwan (alcançando a terceira posição na tabela G-Music). O álbum também alcançou os números 64 e 130 na Espanha e na França, respectivamente. Nos Estados Unidos, The Boys conquistou a segunda colocação da Billboard World Albums e a 17ª posição da Billboard Top Heatseekers.

## História
Em agosto de 2011, a SM Entertainment confirmou que o grupo voltaria em setembro com seu terceiro álbum de longa duração em coreano, sendo que a data de lançamento foi adiada para outubro, devido o acidente de carro ocorrido com Sooyoung.
Em 10 de outubro, foi confirmado que o álbum seria lançado em 19 de outubro de 2011 no iTunes e um maxi-single em novembro, a ser lançado mundialmente. As apresentações do comeback das garotas terão início no Music Bank da KBS, em 21 de outubro de 2011.
Em 8 de dezembro, foi lançada uma nova versão do álbum. O conceito da Versão B é o destaque para "Mr. Taxi" como faixa título, com a adição de "The Boys" em inglês.

## Teasers
Em 26 de setembro de 2011, o primeiro teaser com a participação de Taeyeon foi lançado, seguido por Sunny e Hyoyeon em 27 de setembro; Jessica, Sooyoung e Tiffany em 28 de setembro; e Yoona, Yuri e Seohyun em 29 de setembro.
No dia 1º de outubro, a SM Entertainment lançou um vídeo teaser de 39 segundos de "The Boys". A SM Entertainment lançou um segundo teaser em 7 de outubro. A gravadora também lançou o videoclipe completo nos seus canais oficiais no YouTube e Facebook no dia 19 de outubro.

## Lista de faixas
| N.º            | Título                          | Letras         | Música                                                      | Duração |  |
| 1.             | "The Boys"                      | Yoo Young-jin  | Teddy Riley                                                 | 3:48    |  |
| 2.             | "텔레파시 (Telepathy)"          | Kim Boomin     | Hitchhiker                                                  | 3:45    |  |
| 3.             | "Say Yes"                       | Kim Younghoo   | Kim Younghoo                                                | 3:46    |  |
| 4.             | "TRICK"                         | Jo Yoonkyung   | Martin Hansen                                               | 3:15    |  |
| 5.             | "봄날 (How Great Is Your Love)" | Sooyoung       | Jean Na                                                     | 3:54    |  |
| 6.             | "My J"                          | Hwang Sungje   | Hwang Sungje                                                | 3:53    |  |
| 7.             | "OSCAR"                         | Kim Jungbae    | Kenzie                                                      | 3:23    |  |
| 8.             | "Top Secret"                    | Hong Jiyu      | Mathias Peter Venge                                         | 2:59    |  |
| 9.             | "Lazy Girl (Dolce Far Niente)"  | Kim Taeyeon    | Lucas Secon, Thomas Troelsen                                | 3:05    |  |
| 10.            | "제자리걸음 (Sunflower)"        | Kim Boomin     | Hitchhiker                                                  | 3:50    |  |
| 11.            | "비타민 (VITAMIN)"              | Hwang Hyun     | Hwang Hyun                                                  | 3:09    |  |
| 12.            | "Mr. Taxi" (Versão em coreano)  | STY            | STY, Scott Mann, Chad Royce, Paolo Prudencio, Allison Veltz | 3:32    |  |
| Duração total: | Duração total:                  | Duração total: | Duração total:                                              | 39:39   |  |

| Versão B       |                                 |                            |                                                                     |         |  |
| N.º            | Título                          | Letras                     | Música                                                              | Duração |  |
| 1.             | "Mr. Taxi" (Versão em coreano)  | STY                        | STY, Scott Mann, Chad Royce, Paolo Prudencio, Allison Veltz         | 3:32    |  |
| 2.             | "The Boys"                      | Yoo Young-jin              | Teddy Riley, Taesung Kim, DOM, Richard Garcia                       | 3:48    |  |
| 3.             | "Telepathy" (텔레파시)          | Kim Boomin                 | Hitchhiker                                                          | 3:45    |  |
| 4.             | "Say Yes"                       | Kim Younghoo               | Kim Younghoo                                                        | 3:46    |  |
| 5.             | "Trick"                         | Jo Yoonkyung               | Martin Hansen                                                       | 3:15    |  |
| 6.             | "How Great Is Your Love" (봄날) | Sooyoung                   | Jean Na                                                             | 3:54    |  |
| 7.             | "My J"                          | Hwang Sungje               | Hwang Sungje                                                        | 3:53    |  |
| 8.             | "Oscar"                         | Kim Jungbae                | Kenzie                                                              | 3:23    |  |
| 9.             | "Top Secret"                    | Hong Jiyu                  | Peter Wennerberg, Mathias Venge, Gabriella Jangfeldt, Sharon Vaughn | 2:59    |  |
| 10.            | "Lazy Girl" (Dolce Far Niente)  | Kim Taeyoon                | Lucas Secon, Thomas Troelsen                                        | 3:05    |  |
| 11.            | "Sunflower" (제자리걸음)        | Kim Boomin                 | Hitchhiker                                                          | 3:50    |  |
| 12.            | "Vitamin" (비타민)              | Hwang Hyun                 | Hwang Hyun                                                          | 3:10    |  |
| 13.            | "The Boys" (Versão em inglês)   | Tiffany Hwang, Teddy Riley | Teddy Riley, Taesung Kim, DOM, Richard Garcia                       | 3:47    |  |
| Duração total: | Duração total:                  | Duração total:             | Duração total:                                                      | 43:26   |  |

## Desempenho nas paradas
| Título                         | Melhor posição | Melhor posição          |
| Título                         | Gaon           | Billboard K-pop Hot 100 |
| ------------------------------ | -------------- | ----------------------- |
| "The Boys (versão em coreano)" | 1              | 1                       |
| "Telepathy"                    | 23             | 26                      |
| "Say Yes"                      | 31             | 37                      |
| "Trick"                        | 29             | 33                      |
| "How Great is Your Love"       | 27             | 31                      |
| "My J"                         | 44             | -                       |
| "Oscar"                        | 42             | -                       |
| "Top Secret"                   | 37             | 46                      |
| "Lazy Girl"                    | 43             | -                       |
| "Sunflower"                    | 41             | -                       |
| "Vitamin"                      | 35             | 41                      |
| "Mr. Taxi (versão em coreano)" | 9              | 15                      |
| "The Boys (versão em inglês)"  | 62             | -                       |

### Vendas
| Tabela                     | Melhor posição | Vendas declaradas     |
| -------------------------- | -------------- | --------------------- |
| South Korean Gaon Albums   | 1              | 400.000+              |
| South Korean Hanteo Albums | 1              | 130.558+              |
| Japan Oricon Albums        | 2              | 66.635+ (importações) |

## Histórico de lançamento
| Versão      | País           | Data                   | Distribuidora         | Formato          |
| ----------- | -------------- | ---------------------- | --------------------- | ---------------- |
| Álbum       | Coreia do Sul  | 19 de outubro de 2011  | SM Entertainment      | CD               |
| Álbum       | Mundial        | 19 de outubro de 2011  | iTunes                | Download digital |
| Álbum       | Singapura      | 19 de outubro de 2011  | Universal Music Group | CD               |
| Álbum       | Filipinas      | 29 de outubro de 2011  | Universal Music Group | CD               |
| Maxi-single | Estados Unidos | 19 de novembro de 2011 | Interscope Records    | CD               |